# Anouar Abdel-Malek
 (octobre 2015).
Si vous disposez d'ouvrages ou d'articles de référence ou si vous connaissez des sites web de qualité traitant du thème abordé ici, merci de compléter l'article en donnant les références utiles à sa vérifiabilité et en les liant à la section « Notes et références ».
Anouar Abdel-Malek, né le 23 octobre 1924 au Caire et mort le 15 juin 2012 à Paris 13e,, est un sociologue marxiste[réf. nécessaire] égyptien copte.

## Biographie
Il est éduqué dans une famille liée au mouvement de renaissance nationale de l’Égypte et du monde arabe, fréquente le Collège de la Sainte-Famille du Caire administrée par les Jésuites, étudie la philosophie à l'université Ain Shams du Caire, puis obtient un doctorat de philosophie à la faculté des lettres de Paris. Il vit Paris à partir de 1959.
Il est connu entre autres pour sa critique de l'orientalisme, en 1963, bien avant la publication du livre de Edward Saïd. Sa pensée s'articule autour des notions de nationalisme et de civilisation.Il dégage ainsi des affinités entre les vieilles civilisations sédentaires et centralisées de la Chine et de l'Égypte, et remet en contexte l'émergence de l'Occident, où la pensée renaissante et moderne se serait développée essentiellement par la confrontation et l'échange avec le monde moyen-oriental.